# 圣母广场 (洛雷托)
圣母广场（Piazza della Madonna）是意大利马尔凯大区安科纳省洛雷托的主广场，位于城市的最高点，在科尔索·博卡里尼大街（Corso Boccalini）的尽头，是洛雷托的艺术和宗教中心。在这里可以俯瞰城市的所有主要建筑。
广场中心矗立着华丽的马焦雷喷泉（Fontana Maggiore），由建筑师卡洛·马代尔诺和乔瓦尼·丰塔纳（Giovanni Fontana）建于1604年至1614年，为巴洛克风格，青铜雕塑由皮尔·保罗·贾科梅蒂和塔奎尼奥·贾科梅蒂兄弟创作。

## 东侧
广场东侧是著名的圣家圣殿（Basilica della Santa Casa），这是天主教世界最重要、最受欢迎的圣母朝圣地之一，雄伟壮观；许多人和圣人都曾到访过，包括圣卡米拉·达瓦拉诺、圣德兰和圣妇詹娜·贝雷塔·莫拉；参观圣殿的教宗有若望二十三世、若望保禄二世和本笃十六世。
该建筑为意大利哥特式和文艺复兴风格建筑的杰作之一，由当时的主要建筑师建造，包括马利诺·迪马可·塞德里诺、巴西奥·庞泰利、弗朗西斯科·迪乔治·马提尼、小安东尼奥·达·桑加罗、多纳托·伯拉孟特、安德烈·桑索维诺等。
圣家圣殿旁的万维泰利钟楼（Campanile Vanvitelliano）, 高75米，是该地区最高的建筑。前面，教堂墓地的楼梯上，是西斯都五世纪念碑，建于1587-1589年，由安东尼奥·卡尔卡尼修建。

## 北侧和西侧
广场的北侧和西侧由宗座宫（Palazzo Apostolico）环绕，这座雄伟的建筑是由教宗儒略二世下令修建，由多纳托·伯拉孟特设计，建于1507-1509年。现在设有圣家宗座博物馆（Museo pontificio della Santa Casa）。

## 南侧

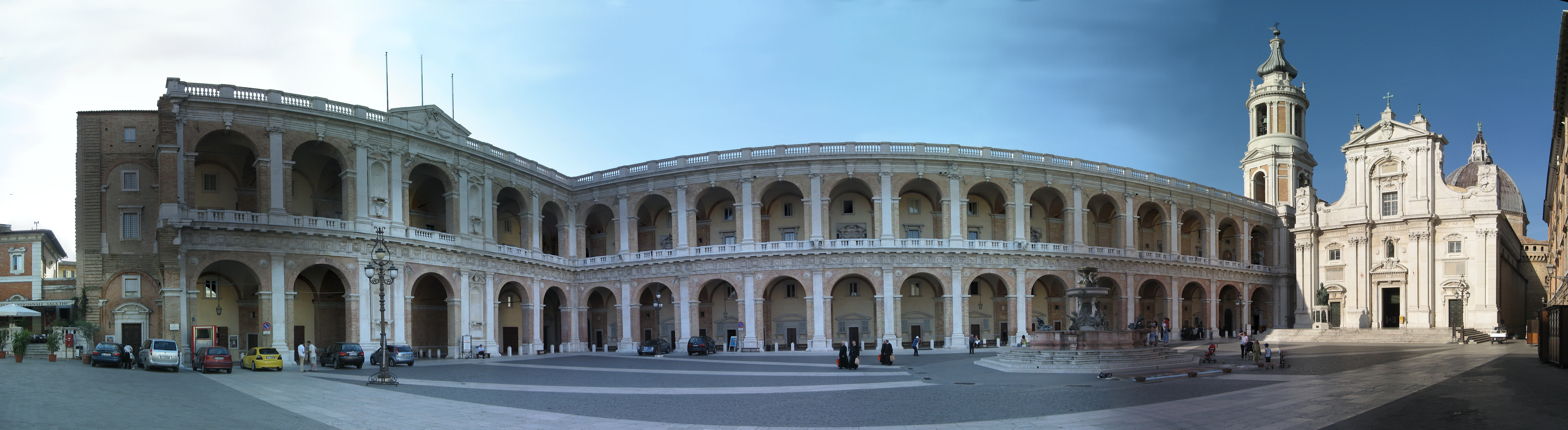
广场全景

广场南侧是一排砖房，其中最突出的是“伊利里亚学院”（Collegio Illirico）。